# Pont ferroviaire d'Épinay
Le pont ferroviaire d’Épinay franchit la Seine sur une longueur de deux cent quatre-vingt-dix mètres d'Épinay-sur-Seine à Gennevilliers, en prenant appui sur l'île Saint-Denis en son centre.

## Situation ferroviaire
Le double pont ferroviaire à Épinay-sur-Seine fait partie des ouvrages de la ligne d'Ermont-Eaubonne à Champ-de-Mars également connue sous le nom de « liaison Vallée de Montmorency - Invalides » (VMI). Sur le petit bras (au sud) de la Seine, sa longueur est de 123 m et sur le grand bras (au nord), elle est de 138 m.